# Podział administracyjny Kościoła katolickiego w Norwegii
Podział administracyjny Kościoła katolickiego w Norwegii – w ramach Kościoła katolickiego w Norwegii odrębne struktury mają:
- Kościół katolicki obrządku łacińskiego (Kościół rzymskokatolicki)
- Katolickie Kościoły wschodnie:
  - Kościół katolicki obrządku bizantyjsko-ukraińskiego (Kościół greckokatolicki)

## Obrządek łaciński
Jednostki administracyjne Kościoła katolickiego obrządku łacińskiego w Norwegii:
- Podległe bezpośrednio do Stolicy Apostolskiej:
  - Diecezja Oslo
  - Niezależna Prałatura Tromsø
  - Niezależna Prałatura Trondheim

## Obrządek bizantyjsko-ukraiński
- Egzarchat apostolski Niemiec i Skandynawii

## Liczba katolików w Norwegii
W 2005 roku zarejestrowanych było 43 118 członków Kościoła rzymskokatolickiego (0,9% całej populacji Norwegii).
Do 2011 liczba katolików podwoiła się i wynosi obecnie 83 018 (1,6% całej populacji). Według najnowszych danych liczba katolików wzrosła do 110 tys. (2,17%).